# Накаџима A2N
Накаџима A2N (енгл. Nakajima A2N) је јапански морнарички ловац који је производила фирма Накаџима (јап. Nakajima). Први лет авиона је извршен 1930. године. 

Авион је кориштен на носачима авиона Хошо, Кага и Рјуџо. Произведено је 100 примерака за носаче и 66 за обуку.
Највећа брзина у хоризонталном лету је износила 292 km/h. Размах крила је био 9,37 метара а дужина 6,18 метара. Маса празног авиона је износила 1045 килограма а нормална полетна маса 1500 килограма. Наоружање авиона се састојало од 2 синхронизована митраљеза калибра 7,7 милиметара.

## Наоружање
| Наоружање авиона: Накаџима A2N |     |
| Ватрено (стрељачко) наоружање  |     |
| Топ                            |     |
| Митраљез                       |     |
| Број и ознака митраљеза        | 2   |
| Калибар                        | 7,7 |
| Бомбардерско наоружање (бомбе) |     |
| Ракетно наоружање (ракете)     |     |

## Земље које су користиле авион
- Јапан